# Wapen van Gestel en Blaarthem

Wapen van Gestel en Blaarthem

Het wapen van Gestel en Blaarthem is het wapenschild van de voormalige Noord-Brabantse gemeente. Het wapen werd op 14 oktober 1818 door de Hoge Raad van Adel aan de toenmalige gemeente Gestel en Blaarthem bevestigd. Op 1 januari 1920 ging de gemeente samen met meerdere omliggende gemeenten op in de gemeente Eindhoven, waarmee het wapen kwam te vervallen. In het wapen van Eindhoven zijn geen elementen uit het wapen van Gestel en Blaarthem overgenomen.

## Blazoenering
De beschrijving van het wapen luidt als volgt:
Van lazuur, beladen met het beeld van St. Lambertus van goud.
De kleuren van dit schild zijn de rijkskleuren, dus lazuur, beladen met goud, dat is een blauwe achtergrond met daarop in goud of geel de beeltenis van Sint-Lambertus, de patroonheilige van de gemeente. Deze was van 670 tot aan zijn dood in 700 bisschop van Maastricht.

## Geschiedenis
Gestel vormde samen met Strijp en Stratum vanaf 1344 een schepenbank. Er werd echter in de achttiende eeuw gezegeld met het zegel van Woensel, omdat al deze plaatsen samen met Eindhoven sinds het begin van de zeventiende eeuw een gemeenschappelijke secretaris hadden. Rond de eeuwwisseling stond de Bataafse maagd op het zegel. Ten tijde van de aanvraag zegelde de gemeente met een wapen waarop de generaliteitsleeuw was afgebeeld. De burgemeester heeft een nieuw ontwerp gemaakt waarop de parochieheilige Sint Lambertus werd afgebeeld. Dit wapen is verleend in de rijkskleuren goud op blauw, vermoedelijk omdat bij de aanvraag geen kleuren waren vermeld.